# Daniel Richter

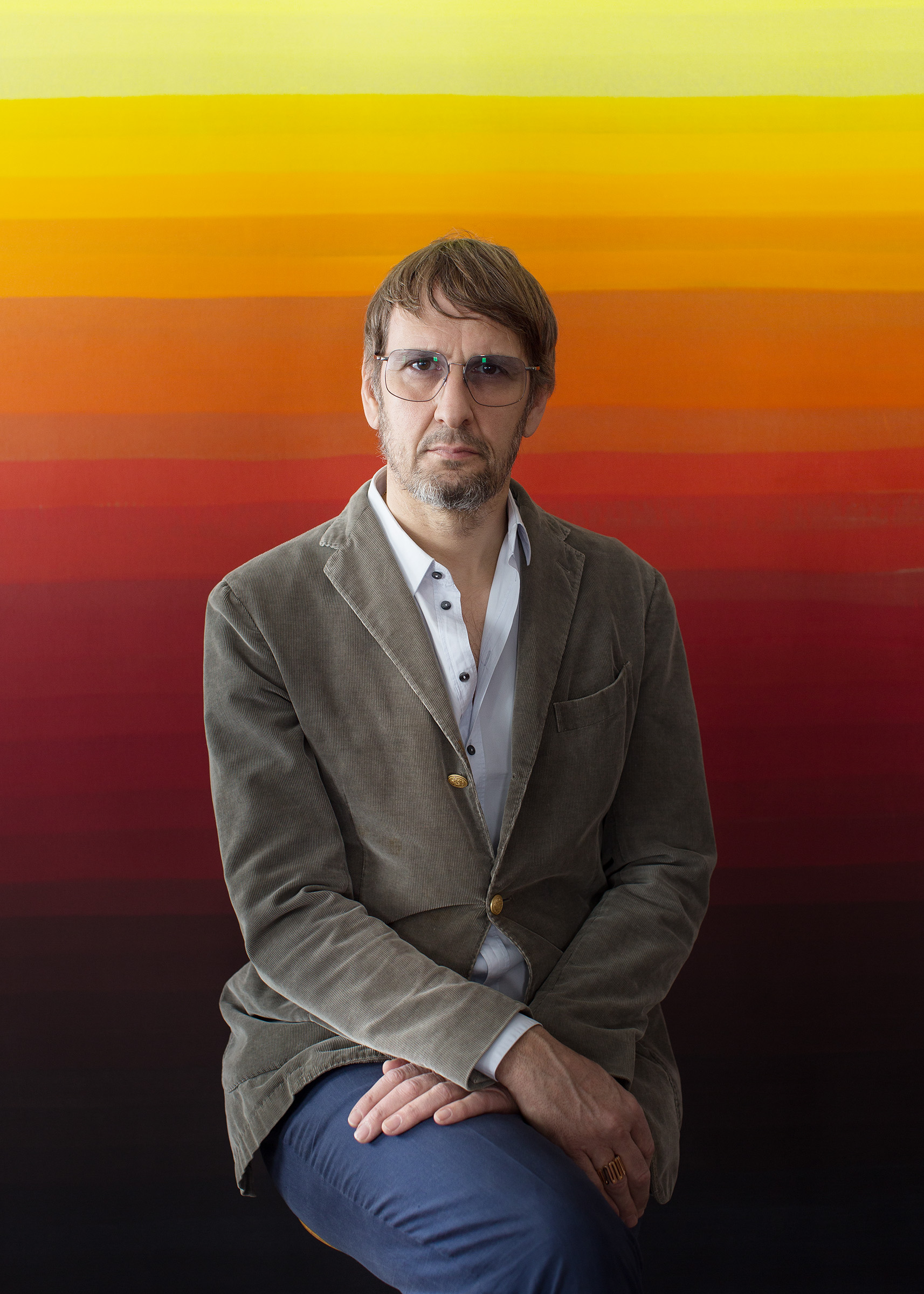
Daniel Richter fotografiert von Oliver Mark, Berlin 2017

Daniel Richter (* 18. Dezember 1962 in Eutin) ist ein deutscher Künstler. Er gilt als einer der wichtigsten zeitgenössischen deutschen Künstler der abstrakten Malerei der Gegenwart. Seit 2005 ist er Inhaber des Plattenlabels Buback. Seit 2006 ist er Professor an der Akademie der bildenden Künste Wien.

## Leben
Daniel Richters Mutter führte Ende der 1970er Jahre ein Café. Sein Vater war Lkw-Fahrer, in den 70er Jahren Angestellter und arbeitete später für eine Versicherung. Aufgewachsen in Lütjenburg, Kreis Plön, lebte Daniel Richter in Hamburg vor der Deutschen Wiedervereinigung als Punk und war in der Antifa aktiv. Er studierte von 1991 bis 1995 an der Hochschule für bildende Künste Hamburg bei Werner Büttner. Er arbeitete als Assistent bei Albert Oehlen. 
Daniel Richter gestaltet Plattencover für das Hamburger Plattenlabel Buback, dessen alleiniger Eigentümer er seit 2005 ist, und Chicks on Speed Records, darunter vor allem die Alben der befreundeten Band Die Goldenen Zitronen. Außerdem machte er Gebrauchsgrafik für Plakate und T-Shirts. Richters Werk ist von der Hamburger Schule inspiriert.
1995 fand die Gruppenausstellung Scharfer Blick: Der deutsche Künstlerbund in der Bundeskunsthalle Bonn statt, die Solo-Ausstellung seiner Werke in der Galerie Jürgen Becker in Hamburg. Von 2004 bis 2006 war er Professor für Malerei an der Universität der Künste Berlin. Nachdem er sein Amt vorzeitig niedergelegt hatte („Ich habe noch nie an so einer Scheißhochschule gearbeitet.“), übernahm er im Oktober 2006 die Professur für Erweiterten malerischen Raum an der Akademie der bildenden Künste Wien.
Richter lebt und arbeitet in Berlin, Hamburg und Wien. Er heiratete die Theaterregisseurin Angela Richter. Nach seiner Scheidung ist er seit 2020 mit der österreichischen Fotografin Hanna Putz verheiratet. 2018 gründeten Hanna Putz und Daniel Richter den Kunstbuch-Verlag Pampam publishing.
Daniel Richter ist Mitglied der Partei Democracy in Europe Movement 2025.

## Werk
Daniel Richter malte bis 2000 ausschließlich abstrakt. In seinen frühen Werken setzt er sich in erster Linie mit rein formalen Problemstellungen der Malerei auseinander. Er betrachtet sie, im Kontext ihrer eigenen Geschichte, als das trägste Medium überhaupt (siehe Zitat) und lotet ihre Möglichkeiten in seinen Bildern aus.
Ab 2000 schleichen sich figurative Momente in seine Bilder ein (Fool on a hill, 1999), die schließlich zu vollends erzählerischen, gegenständlichen Bildmotiven werden.
Die psychologisch intellektuellen Inhalte können mitunter autobiographisch gedeutet werden, lassen sich aber in einem erweiterten Sinne als ein Spiegel eines subjektiv wahrgenommenen Zustandes der Welt lesen und behandeln politische Themen.
Daniel Richters Werke erzielen auf Auktionen bis zu 1,4 Millionen Euro, damit gehört er zu den teuersten Künstlern seiner Generation.
Im August 2007 führte er jedoch vor den Türen des Centre Georges-Pompidou in Paris ein künstlerisches Experiment durch, indem er inkognito als Straßenmaler für 5 Euro Touristen porträtierte.
Richters Bilder haben Bezüge zur dokumentarischen Fotografie, zur Kunstgeschichte und zum aktuellen Zeitgeschehen. Sie sind meist sehr bunt, großformatig und von Schlieren und Verkrustungen überzogen. Dazu befragt, sagte er in einem Interview:

„Das hat sich irgendwie verselbständigt. Am Anfang war dieses Fleckenhafte, das kennt man ja zum Beispiel von Filmen, wenn die durchschmoren. Eigentlich sind es immer die paranoiden Blicke: Infrarot! Drogen! Geistererscheinungen! Hightech-Nachtsichtgeräte, Leute kommen vom Dunklen ins Helle, dieser Kram. Der Ursprung waren die Blicke, die eigentlich jeder kennt, die in der Malerei aber nicht auftauchen und die ich immer als beunruhigend wahrgenommen habe. Das ist so eine Ebene, wo man weiß, da liegt irgendeine Bedrohung, ein Geheimnis, irgendeine Offenbarung.“

## Auszeichnungen
- 1998: Otto-Dix-Preis, Gera
- 2002: Förderpreis für Junge Kunst in Schleswig-Holstein[17]
- 2003: Edwin-Scharff-Preis, Hamburg
- 2009 erhielt Daniel Richter den mit 20.000 Euro dotierten Kunstpreis Finkenwerder, der zu den höchstdotierten Kunstpreisen Europas zählt. In der Begründung der Jury heißt es, Richter habe die Fähigkeit, „Malereitraditionen einen zeitgenössischen Spiegel vorzuhalten und dieses Spiegelbild künstlerisch eigenständig zu durchdringen.“[18]

## Ausstellungen (Auswahl)
- 2000: Für Immer, Gesellschaft für Aktuelle Kunst, Bremen (mit Tal R)
- 2001: Billard um halb Zehn, Kunsthalle zu Kiel; Museum der bildenden Künste Leipzig
- 2002: Grünspan, K21 Kunstsammlung Nordrhein-Westfalen, Düsseldorf
- 2003: Hirn, Neuer Berliner Kunstverein, Berlin
- 2004: Volkspalast, Palast der Republik, Berlin[19]
- 2004: White Horse Pink Flag, The Power Plant, Toronto, Kanada
- 2006: Huntergrund, Museum für Gegenwartskunst, Basel
- 2006: Die Peitsche der Erinnerung, Stade; mit Jonathan Meese
- 2007: Daniel Richter, Hamburger Kunsthalle
- 2007: Passion for Art, Essl Museum – Kunst der Gegenwart, Klosterneuburg/Wien
- 2007–2008: Daniel Richter, GEM, Den Haag
- 2008–2009: Daniel Richter: A Major Survey, Denver Art Museum
- 2009: Daniel Richter, Kunsthaus Hamburg
- Juli/August 2010: Daniel Richter-Spagotzen. Galerie Thaddaeus Ropac, Salzburg
- 2010: Daniel Richter. The Black Saint and the Sinner Lady, Museum der Moderne Salzburg, Rupertinum
- 2011: Daniel Richter. „10001nacht“, Kestnergesellschaft, Hannover[20]
- 2014: Daniel Richter – Chromos goo bugly, Galerie im Taxispalais, Innsbruck[21]
- 2015/16: Daniel Richter. Hello I love you, Schirn Kunsthalle, Frankfurt am Main[22]
- 2016: Daniel Richter: Lonely Old Slogans, Retrospektive Schau im Louisiana Museum of Modern Art, Humlebæk
- 2017: Daniel Richter: Lonely Old Slogans, Retrospektive im 21er Haus, Wien[23]
- 2023: Farbe interessiert mich nicht, Kunsthalle Tübingen, Tübingen, vom 5. Mai – 3. Oktober

## Öffentliche Sammlungen
- Museum of Modern Arts, New York City[24]
- Hamburger Kunsthalle, Hamburg[25]
- Städelmuseum, Frankfurt am Main[26]
- Vanhaerents Art Collection, Brüssel
- Sammlung Boros, Berlin
- Musée d’Art Moderne et Contemporain de Strasbourg, Frankreich
- ehemaliges Trevi Flash Art Museum of Contemporary Art, 2007 aufgelöst und in den Zeitgenössischen Kulturverein im Palast Lucarini überführt; Trevi, Italien[27]
- Gemeentemuseum Den Haag, Niederlande
- Essl Museum – Kunst der Gegenwart, Klosterneuburg/Wien, Österreich
- The Saatchi Gallery, London

## Bühnenbild
- 2010: Salzburger Festspiele, Lulu von Alban Berg nach Frank Wedekind

## Dokumentarfilm
- 2022: Daniel Richter von Regisseur Pepe Danquart[28] (ab August 2024 auf Arte unter dem Titel: Daniel Richter – Game of Colors, verfügbar bis 28. November 2024)